# Kettrup Sogn
Kettrup Sogn er et sogn i Jammerbugt Provsti (Aalborg Stift).
I 1800-tallet var Gøttrup Sogn anneks til Kettrup Sogn. Begge sogne hørte til Vester Han Herred i Thisted Amt. Kettrup-Gøttrup sognekommune blev ved kommunalreformen i 1970 indlemmet i Fjerritslev Kommune, som ved strukturreformen i 2007 indgik i Jammerbugt Kommune. 
I Kettrup Sogn ligger Kettrup Kirke, som er en af de godt 50 kirker i Danmark, der har en skakbrætsten i kirkemuren.
I sognet findes følgende autoriserede stednavne:
- Drøstrup (bebyggelse)
- Favskær (areal, bebyggelse)
- Husby (bebyggelse, ejerlav)
- Kettrup (bebyggelse, ejerlav)
- Kettrup Kær (bebyggelse)
- Korsholm (bebyggelse)
- Kvindbjerg (areal, bebyggelse)
- Lejrmarken (bebyggelse)
- Mølleå (vandareal)
- Sankt Jørgensbjerg (areal)
- Skerping (bebyggelse)
- Skårhøj (areal)
- Trustrup (bebyggelse)
- Vester Keldgårds Mark (bebyggelse)
- Ørebro (bebyggelse)
- Øslev (bebyggelse, ejerlav)
- Øslev Mark (bebyggelse)
- Ågård Skovhuse (bebyggelse)
- Ågårdsmark (bebyggelse)